# The Matrix Awakens
The Matrix Awakens é uma demonstração de tecnologia e um jogo eletrônico de mundo aberto desenvolvido pela Epic Games usando a Unreal Engine 5, em parceria com a Warner Bros. Pictures, The Coalition, WetaFX, Evil Eye Pictures, SideFX e outros, para PlayStation 5 e Xbox Series X/S, servindo como uma ligação de marketing para o filme The Matrix Resurrections (2021). Lançado durante o The Game Awards 2021 em 9 de dezembro de 2021, apresenta Trinity (Carrie-Anne Moss) e Neo (Keanu Reeves) em cenas cinematográficas e quick time events, onde o jogador pode assumir o controle de IO, uma personagem que a Epic introduziu com a ferramenta de criação MetaHuman da Unreal.
A demo foi escrita e dirigida pela diretora de Resurrections, Lana Wachowski, com muitos membros da equipe que trabalhou nos três primeiros filmes da franquia Matrix participando no projeto, incluindo John Gaeta, James McTeigue, Kym Barrett e Kim Libreri, o diretor técnico da Epic Games.

## Recepção
A Eurogamer comentou que o jogo parecia rodar "adequadamente em 4K" no PlayStation 5 e Xbox Series X, já que ele usa a tecnologia TSR de super-resolução temporal para renderização sub-nativa. A Ars Technica elogiou os efeitos de partículas da demo, ray tracing e iluminação, bem como o alcance de sua distância de visão. A VentureBeat opinou que esta demonstração de tecnologia era "um bom sinal de que a Epic Games leva a sério a construção de seu próprio metaverso". A GameSpot comentou que The Matrix Awakens foi "uma demonstração tecnológica impressionante que faz muito para borrar ainda mais as linhas entre jogos e filmes, e talvez até a realidade", como sugere a narrativa da demo.